# Larry Vuckovich

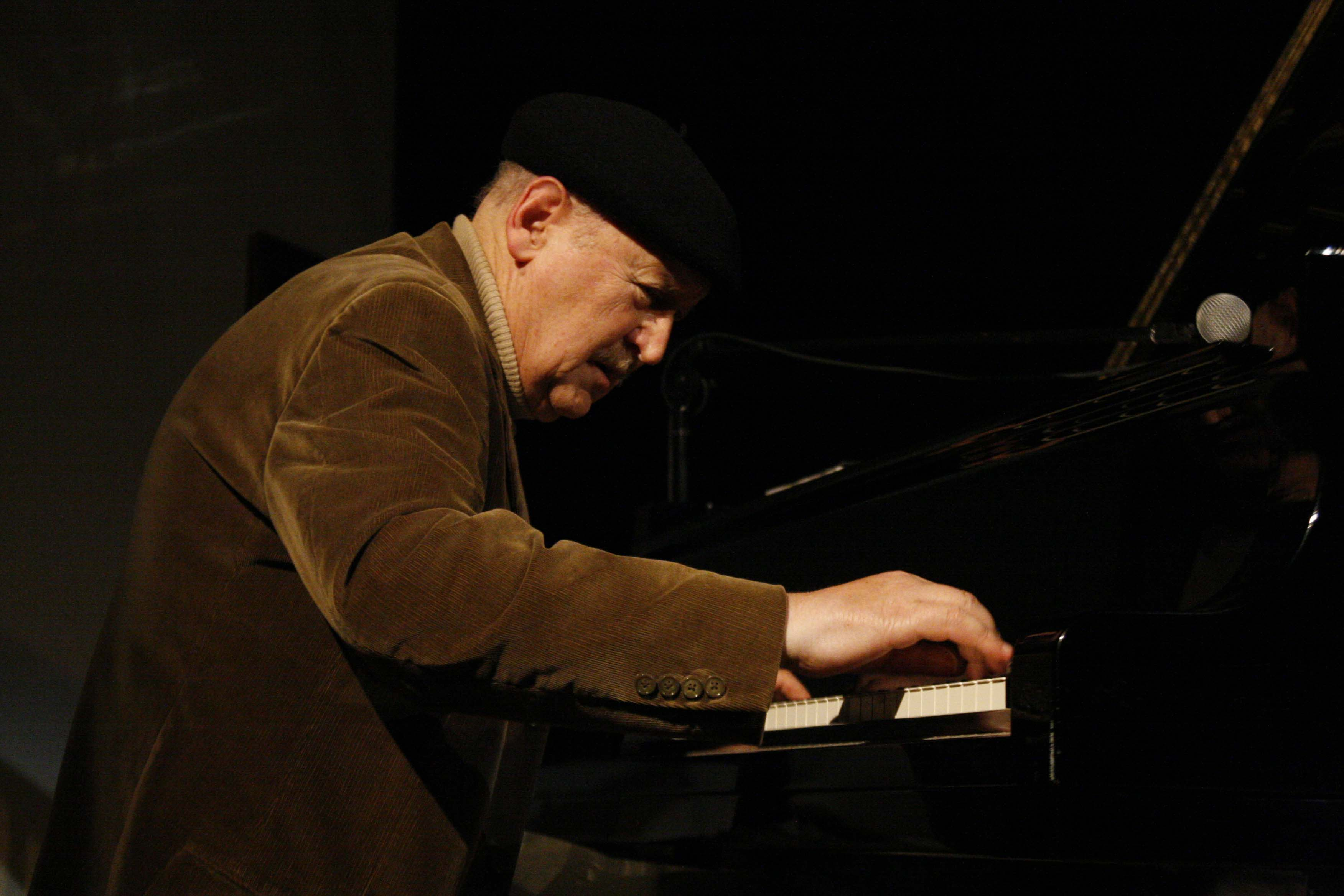
Larry Vuckovich

Larry Vuckovich (* 8. Dezember 1936 in Kotor, Montenegro) ist ein amerikanischer Jazzpianist jugoslawischer Herkunft.

## Leben und Wirken
Vuckovich erhielt als Kind eine klassische Klavierausbildung; durch Programme der Radiosender AFN und der Voice of America wurde er mit dem Jazz vertraut. Nach Verfolgung durch das Tito-Regime migrierte seine Familie 1951 nach San Francisco, wo sie politisches Asyl erhielt. Dort besuchte er Jazzclubs, wo er Größen wie Miles Davis, Dizzy Gillespie und John Coltrane erlebte, aber auch mit lokalen Musikern wie John Handy oder Cal Tjader jammte. Er studierte Musik an der San Francisco State University, gleichzeitig mit Roland Kirk, Mickey Roker und Bob Cranshaw; Vince Guaraldi bildete ihn weiter aus.
1959 begann Vuckovich seine Laufbahn als professioneller Musiker bei Brew Moore; bald darauf begleitete er auch Irene Kral und David Allyn, ab 1963 Mel Tormé. 1965 wurde er der Pianist von Jon Hendricks und tourte mit ihm weltweit, bevor er sich in München niederließ, um als Hauspianist im Domicile zu arbeiten. Dort begleitete er Lucky Thompson, Pony Poindexter, Clifford Jordan, Dexter Gordon ebenso wie Slide Hampton und Dusko Goykovich. Anschließend ging er zurück nach San Francisco, um dort bis 1983 als Hauspianist im Keystone Korner zu arbeiten; dort spielte er mit Musikern wie Arnett Cobb, Buddy Tate, Leon Thomas, Philly Joe Jones oder Charles McPherson. Zwischen 1985 und 1990 arbeitete er in New York City mit Curtis Fuller, Milt Hinton, Al Cohn, Tom Harrell und vielen anderen. Danach kehrte er an die Westküste zurück, um eigene Bands wie Blue Balkan, Young at Heart und La Orquesta el Vuko zu präsentieren. Außerdem trat er mit Musikern wie Bobby Hutcherson oder Larry Grenadier auf und war als musikalischer Leiter des West Coast Jazz Festival und des Nappa Valley Jazz Festival tätig.
Vuckovich spielte eigene Alben für Concord Records, Hot House, Inner City Records und Palo Alto Jazz ein, bevor er im Jahr 2000 sein eigenes Label Tetrachord Music gründete, für das er auch produziert. Daneben nahm er mit Jon Hendricks, Dusko Goykovich, Hadley Caliman, Cal Collins und Eddie „Cleanhead“ Vinson auf.

## Diskographische Hinweise
- Blue Balkan: Then & Now  (Tetrachord Music 2002; mit Bobby Hutcherson, Eric Golub, Tommy Kesecker, Jeff Chambers, Paul Breslin, John Heard, Vince Delgado, Eddie Moore, Eddie Marshall)
- Cast Your Fate (Palo Alto Records 1983, mit Jon Hendricks, Hein van de Geyn, Gaylord Birch, Kenneth Nash)
- Dusko Goykovich As Simple As It Is – Live at the Domicile Munich (MPS 1970, mit Ferdinand Povel, Isla Eckinger, Clarence Becton)